# Рибонуклеаза H

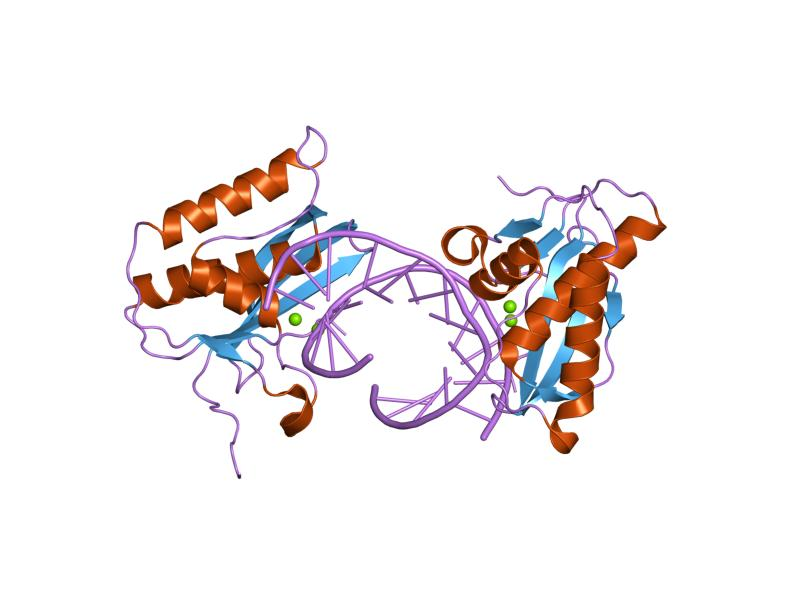
Кристаллографическая структура РНКазы

Рибонуклеаза H (сокращённо РНКаза H) — является семейством ферментов, которые катализируют расщепление РНК и гибридных молекул РНК / ДНК, которые образуются во время репликации и репарации и которые могут привести к нестабильности ДНК. Члены семейства РНКазы H можно встретить почти во всех организмах, от бактерий и археи до эукариот.
Эукариотические РНКазы Н крупнее и сложнее, чем у прокариот. Эукариотическая РНКаза Н1 приобрела гибридный связывающий домен, в то время как эукариотическая РНКаза Н2 состоит из трех разных белков: каталитической субъединицы (2А), аналогичной мономерной прокариотической РНКазе HII, и двух других субъединиц (2В и 2C), которые не имеют прокариотических аналогов и ещё неизвестных функций, но которые необходимы для катализа. Для прокариот и некоторым одноклеточным эукариотам РНКаза H не требуется для поддержания жизнеспособности. Для высших эукариот РНКазы H необходимы. РНКаза H1 необходима во время эмбриогенеза для репликации митохондриальной ДНК. Мутации в любой из трех субъединиц РНКазы H2 человека вызывают синдром Айкарди-Гутьера (AGS), неврологическое заболевание человека.
Кроме того, РНКазо H1-подобные ретровирусные рибонуклеазные H-домены встречаются в многодоменных белках обратной транскриптазы, которые кодируются ретровирусами, такими как ВИЧ, и необходимы для репликации вируса.

## Действие РНКазы H
При репликации ДНК РНКаза H расщепляет РНК-затравки (праймеры), оставленные ДНК-Праймазой.